# كاسترو (تشيلي)
كاسترو أو قشطرة هي مدينة وبلدية في الجزيرة التشيلية جزيرة شيلوي. كاسترو هي عاصمة مقاطعة شيلوي في لاغوس منطقة انجليس. وتقع المدينة على استيرو دي كاسترو على الساحل الشرقي بوسط جزيرة تشيلوي الواقعة ضمن أرخبيل تشيلوي.

## أعلام
- هيل هيرنانديز